# 克利緬季伊夫卡
50°21′41″N 27°41′2″E / 50.36139°N 27.68389°E
克利門蒂伊夫卡（烏克蘭語：Климентіївка），是烏克蘭北部的村落，隸屬日托米爾州的茲維亞赫爾區。該村始建於1893年，面積13.53平方公里，海拔高度221米，2001年人口692，人口密度每平方公里51.15人。